# Taphiassa
Taphiassa is een monotypisch geslacht van spinnen uit de  familie van de Micropholcommatidae.

## Soort
- Taphiassa impressa Simon, 1880